# Poklostelek
Poklostelek (románul: Poclușa de Barcău) falu Romániában, Bihar megyében.

## Fekvése
Bihar megyében, a Réz-hegység nyúlványai alatt, a Berettyó völgyében, Margittától délkeletre, Micske,  Sárszeg és Vámosláz szomszédságában fekvő település.

## Története
Az egykor a sólyomkői várhoz tartozó települést a Váradi regestrum már a XIII. században megemlítette.
Első birtokosai a szomszédos település: Micske urai; a Geregye nemzetséghez tartozó Écs, majd annak unokája: I.Geregye fia Barnabás és Pál országbíró voltak, a Geregye nemzetségé volt egészen 1278-ig, majd Borsa Kopasz, Dancs mester, Genyő János, s Genyő Anna kezével Losonczi Bánffy László kapta.
1403-ban a Vécsey család egyik oklevele is említést tesz a faluról, a XV. században a Csáky család is részbirtokosa volt a településnek.
Poklostelek későbbi földesurául az oklevelek az Ödönffy  családot említették.
Az 1800-as évek első felében a Kalotay, Sárossy, Németh és Koós családoké volt.  
Az 1800 évek második felében, a Tunyoghy földbirtokos család telepedett le.
A trianoni békeszerződés előtt a település Bihar vármegye Margittai járásához tartozott.

## Nevezetességek
- Református temploma – 1800 körül épült.